# 진닝향

진닝향의 위치

진닝향(한국어: 금녕향, 중국어: 金寧鄉, 병음: Jīnníng Xiāng)은 중화민국 진먼현의 향이다. 넓이는 29.854km2이고, 인구는 2015년 8월 기준으로 27,950명이다.

## 지리
다진먼섬(大金門島)의 중부를 차지하고 남서쪽을 진청진, 동쪽을 진후진에 접한다. 북쪽, 서쪽, 동쪽은 바다에 둘러싸여 있고 남부에서도 일부 바다에 접하는 부분이 있다.